# 大錦卯一郎
大錦 卯一郎（おおにしき ういちろう、1891年（明治24年）11月25日 - 1941年（昭和16年）5月13日）は、大阪府大阪市南区鍛冶屋町（現：大阪府大阪市中央区）出身で出羽海部屋に所属した大相撲力士。第26代横綱。本名は細川 卯一郎（ほそかわ ういちろう）。

## 来歴

### 太刀山の壁を越えて昇進
1891年（明治24年）11月25日に大阪府大阪市南区鍛冶屋町（現：大阪府大阪市中央区）で宮師の長男として生まれる。当時の力士としては珍しく旧制天王寺中学校卒業で、非常に頭が良かった。さらに運動神経抜群だったことから陸軍幼年学校を受験したが、体重超過で不合格となってしまった。ある日、常陸山谷右エ門に対して入門を願う手紙をローマ字で書いたところ、その返事もローマ字で書かれていたことに感激し、出羽海部屋へ入門、1910年（明治43年）1月場所で初土俵を踏む。四股名は「故郷である大阪に錦を飾れ」との意味を込めて「大錦」に決定したが、当時は大坂相撲に大錦大五郎が存在しているのを承知で名付けたため、大五郎は不快感を示したと伝わる。
1915年（大正4年）1月場所で新入幕を果たし、大蛇潟粂藏に敗れただけの8勝1敗1休 で優勝旗手を務めた。翌場所は小結に昇進し、太刀山峯右エ門との全勝対決に敗れたことで幕内最高優勝は果たせなかったが、9勝1敗の好成績を残して優勝旗手を連続で務め、入幕3場所目には関脇を飛び越えて大関へ昇進した。大関昇進を果たすまでの間に、分・預・休を挟み29連勝を記録している。
好成績を残してはいるものの、全勝と幕内最高優勝の両方が果たせていない大錦だったが、綱取りを賭けていた1917年（大正6年）1月場所は全勝のまま千秋楽を迎え、太刀山との対戦が再び組まれた。大錦は太刀山の化粧立ちに乗じて速攻で寄り切って初の幕内最高優勝を全勝で決めると共に、場所後の横綱昇進を決定的にした。大錦の優勝が決定した瞬間の国技館は現在では考えられないほどの大熱狂に包まれ、帯や羽織、座布団に加えて灰皿、火鉢、蜜柑などが土俵へ次々に投げ込まれ、興奮のあまり土俵に上がって逆立ちする者、大錦に泣きながら飛び付く者まで現れたと伝わる。それほど太刀山が圧倒的に強かったことを表す逸話だが、太刀山はこれが現役最後の取組となり、横綱の世代交代を象徴する一番となった。大錦は入幕から僅か5場所での横綱昇進となり、現行制度では今後も破られることが無いであろう記録である。横綱昇進について大錦は「横綱に推挙、免許を頂きありがとうございました。横綱の名を汚さぬよう、相撲界のために努力します」という、現在でいう横綱昇進伝達式で述べる口上のような言葉が書かれた手紙を吉田司家へ送っている。

### 2時間5分の取組
1921年（大正10年）5月場所7日目、三杦磯善七との取組で所要時間2時間5分という前代未聞の取組が行われた。
最初の仕切り直しが30回ほどあり、この時点で既に54分が経過していた。当時は仕切り制限時間が無く、31回目の立合いでようやく両者が立った。大錦の強引な吊り出しの際に三杦磯の前廻しが伸び、これを見た木村朝之助が廻し待ったをかけたが、実際には廻しを締め直すほど緩んではおらず、本来なら継続すべきところで朝之助は止めてしまった。そのために土俵下に控えていた大関・常ノ花寛市は「引分だ」と叫び、三杦磯は廻しを締め直してから大錦と同時に土俵を降りたが、再開直前になって三杦磯の廻しの締まり具合を再現することが不可能となり、朝之助自身も両者がどのように組んでいたのかを忘れる事態となった。この事態に勝負検査役も全員が独自に意見を述べる「船頭多くして船山へ上る」状態となり、国技館内は観客の怒号、罵声が飛び交った。この事態を収束させるために1時間近く中断し、問題が未解決のまま三杦磯を説得して取組を再開させる事態になった。
その後、両者は土俵中央で四つになって微動だにしなかったため、検査役は行司に水入りを指示するが、行司はこれを「廻し待った」と勘違いして、三杦磯はこれで引分と思って土俵を降りた。土俵上に残された大錦は混乱したまま立っていたところ、検査役が土俵上の大錦に対して引分を伝えて取組が終了、水入りが全く行われないまま引分になる珍事になった。三杦磯はこの取組で腫れ物を悪化させたことで翌日から休場、大錦はこの1分が響き、この場所を9勝0敗1分にもかかわらず、半星差で常ノ花が優勝する事態になった。この取組は廻しの組み手を忘れていただけでなく、検査役の指示を勘違いした朝之助の大失態で、後に角界の大問題へ発展した。

### 突然の廃業
1922年（大正11年）5月場所でも8勝1敗1分で優勝掲額を記録し、その翌場所の番付に名前を残した。しかし、三河島事件の調停に当たりながら内部で解決できなかったことに対して力士の頂点（横綱）に君臨する者として責任を感じ、日比谷の平野屋で行われた和解の宴の最中に隣室で自ら髷を落として廃業を表明した。手打ち式の最中に抜け出したと思いきや、髷を落として現れた大錦の姿に一同は驚嘆したといわれる。まだ年齢的に衰えた訳でなく、現役を続行していれば優勝回数は稼げたと思われたが、現役中から引退後に親方へ就任する気は一切無かったことも関係して、周囲が引き止めることは出来なかった。廃業後は築地で「細川旅館」を経営しながら早稲田大学政治経済学部に入学し、卒業後は報知新聞で相撲評論家として活躍した。また、中山博道の道場有信館に入門し、剣道を学んだ。1941年5月13日に死去、49歳没。
墓所は横浜市鶴見区の總持寺。

## 人物
取り口は左を差して一気に寄るか吊り出すという肥躯を生かした速攻相撲 で、腹に乗せて吊るのが非常に上手く、119勝中47勝を吊り出しで決めている。相手の一人一人の立ち合いの癖を研究し、微妙な立ち合いのかけ引きは、群を抜いてうまかったという。稽古場では同門の對馬洋弥吉・両國勇治郎にも分が悪く、非力で足腰が弱いと言われていた。それにもかかわらず本場所では圧倒的な強味を見せ、太刀山・栃木山を上回る勝率を残している。それは相手方に強敵が少なかったこともあるが、それ以上に研究と工夫によって相手が力を出す前に勝負をつける相撲を極めた結果と言えるだろう。そこから「頭脳で取る相撲」「一番相撲の名人」と称され、近代相撲の先駆者とされている。
葉巻を好んで吸ってはいたものの、非常に真面目な性格で酒も女遊びもせず、年寄の権威や情の入った相撲などに批判的で、その辺りも角界を離れてしまった理由だといわれている。
横綱時代には牛鍋を食べる際にわざと牛肉を大量に残し、部屋の若い者たちに分け与える優しさを発揮した。

## 主な成績
- 幕内成績：119勝16敗3分32休 勝率.881
- 横綱成績：77勝9敗3分31休 勝率.895
- 大関成績：25勝5敗 勝率.833
- 現役在位：27場所
- 幕内在位：17場所
- 横綱在位：12場所
- 大関在位：3場所
- 三役在位：1場所（関脇なし、小結1場所）
- 各段優勝
  - 優勝掲額：5回（1917年1月場所、1920年1月場所・5月場所、1921年1月場所、1922年5月場所）
  - 十両優勝：1回（1914年5月場所）
  - 序二段優勝：1回（1911年6月場所）
  - 全勝：2回（3連覇1回）

幕内勝率.881は歴代第8位で、明治以降では梅ヶ谷・常陸山に次ぐ第3位となる。

### 場所別成績
| 1910年 （明治43年） | （前相撲）              | 西序ノ口24枚目 –        |
| 1911年 （明治44年） | 東序二段46枚目 –        | 西序二段25枚目 優勝 5–0 |
| 1912年 （明治45年） | 西三段目40枚目 –        | 西三段目43枚目 –        |
| 1913年 （大正2年） | 西三段目2枚目 –         | 東幕下28枚目 –          |
| 1914年 （大正3年） | 東十両15枚目 3–0 (2預)  | 東十両3枚目 優勝 7–0    |
| 1915年 （大正4年） | 東前頭12枚目 8–1–1 旗手 | 東小結 9–1 旗手         |
| 1916年 （大正5年） | 東張出大関 8–2          | 東大関 7–3              |
| 1917年 （大正6年） | 西大関 10–0             | 西横綱 9–1              |
| 1918年 （大正7年） | 東横綱 8–1–1            | 東横綱 0–0–10           |
| 1919年 （大正8年） | 東張出横綱 8–2          | 東張出横綱 8–2          |
| 1920年 （大正9年） | 東張出横綱 8–1 (1引分)  | 西横綱 9–1              |
| 1921年 （大正10年） | 西横綱 10–0             | 東横綱 9–0 (1引分)      |
| 1922年 （大正11年） | 東横綱 0–0–10           | 西張出横綱 8–1 (1引分)  |
| 1923年 （大正12年） | 東横綱 引退 0–0–10      | x                       |
| 各欄の数字は、「勝ち-負け-休場」を示す。 優勝 引退 休場 十両 幕下 三賞：敢=敢闘賞、殊=殊勲賞、技=技能賞 その他：★=金星 番付階級：幕内 - 十両 - 幕下 - 三段目 - 序二段 - 序ノ口 幕内序列：横綱 - 大関 - 関脇 - 小結 - 前頭（「#数字」は各位内の序列） |                         |                         |

## 改名歴
- 大錦 卯一郎（おおにしき ういちろう）1910年1月場所 - 1923年1月場所(廃業)